# بورتشا
بوركا (Борча) هي مدينة في مقاطعة وسط صربيا في صربيا.

## أعلام
- أوليفيرا مولدوفان